# 산 조반니 세례당 (피사)

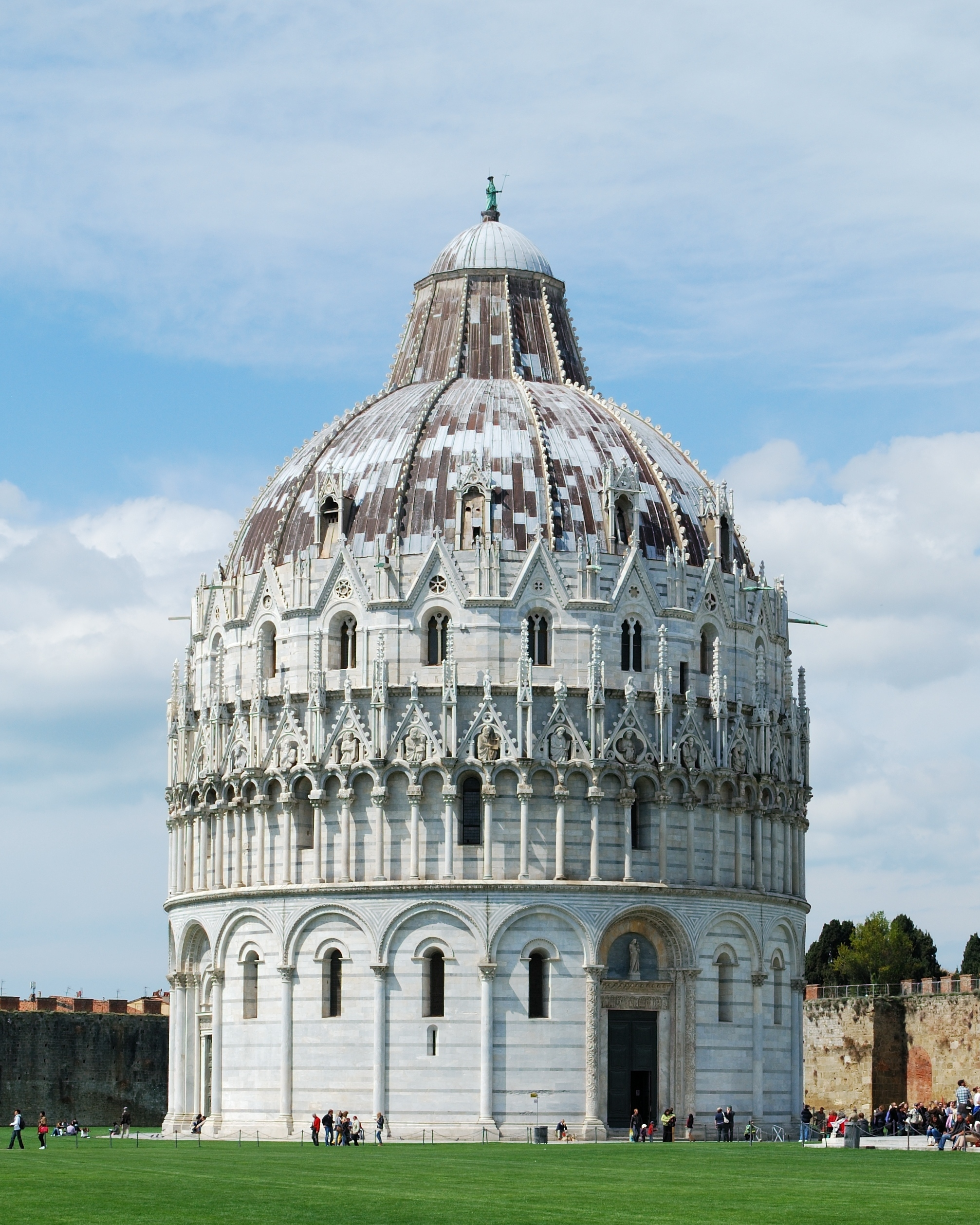
산 조반니 세례당

산 조반니 세례당(이탈리아어: Battistero di San Giovanni)는 이탈리아 피사에 있는 세례당이다. 피사 대성당 서쪽에 위치하고 있다. 원통형의 건물로 직경 약 35m이다. 착공은 1152년이며, 완성은 200년 이상이 걸렸다. 전체는 흰 대리석으로 건물의 밑바닥이 로마네스크 양식의 성당과 같은 기둥과 아치로 장식되어 있다. 위쪽은 고딕 양식을 보여주고 있다.